# 真村ミオ
真村 ミオ（まむら ミオ、6月21日 - ）は、日本の漫画家。千葉県出身。
2006年、小学館の『少女コミック』本誌7号に掲載された「スウィート、ラブフェイク」にてデビュー。
以後『Sho-Comi』（小学館）にて活動している。

## 作品リスト

### 連載作品
- クラッシュ☆2（『Sho-Comi』2008年3・4合併号 - 6号）
- 僕らの世界で。（『Sho-Comi』2008年12号 - 14号）
- セツナユキ（『Sho-Comi』2009年2号 - 5号）
- 先生とナイショ（『Sho-Comi』2010年6号[2] - 8号）
- 危険なキスは蜜の味（『Sho-Comi』2012年12号[3] - 14号）
- 今夜、先生の腕の中（『Sho-Comi』増刊2013年6月15日号 - 2016年6月15日号、『Sho-Comi』2014年16号 - 18号、2015年13号[4] - 15号[5]、『＆フラワー』2018年10号）
- 放課後は、エプロンを着て。（『Sho-Comi』2016年5号[6] - 7号）
- 幼なじみが、私の犬になりました。（『Sho-Comi』2017年6号[7] - 8号）
- 新婚中で、溺愛で。（『Sho-Comi』増刊2016年8月15日号、『Sho-Comi』2017年15号 - 17号、『＆フラワー』2020年11号）
- 恋の勉強、はじめました（『Sho-Comi』2017年22号 - 24号）
- キラキラきらめく恋になる（『＆フラワー』2018年18号 - 2019年4号）※不定期連載
- Sの密約 〜サディスティック・スパイ・サンクチュアリ〜（『＆フラワー』2019年20号 - 32号）※不定期連載
- 熱情ミリタリー（『＆フラワー』2019年40号 - 2021年32号）※不定期連載
- 不埒な蕾（『Sho-ComiX』2019年12月15日号[8] - 2022年4月15日号）
- この恋は社外秘で（『＆フラワー』2021年24号 - 2023年35号）※不定期連載
- あざとい君を落としたい!（『Sho-ComiX』2022年6月15日号 - 連載中）

### 読み切り作品
- スウィート、ラブフェイク（『Sho-Comi』2006年7号）
- 君のお気に召すまま（『Sho-Comi』2006年8号別冊付録）
- 最上級ライバル（『Sho-Comi』増刊2006年6月15日号）
- その先の恋の味（『Sho-Comi』2006年14号別冊付録）
- 明日、晴れたら君と（『Sho-Comi』増刊2006年10月15日号）
- 願いの降る夜（『Sho-Comi』2006年20号）
- 恋するつぼみ（『Sho-Comi』増刊2006年12月15日号）
- Blooming Snow（『Sho-Comi』増刊2007年2月14日号）
- Kiss×Miss（『Sho-Comi』増刊2007年4月15日号）
- 先輩と毎日と無限大（『Sho-Comi』2007年10号）
- ビターBOYカフェ（『Sho-Comi』2007年15号）
- 君といる教室（『Sho-Comi』2007年17号別冊付録）
- クラッシュ☆（『Sho-Comi』2007年20号）
- 僕達の瞬間。（『Sho-Comi』増刊2007年12月15日号）
- あの頃の私達は。（『Sho-Comi』2008年1号）
- ハツ・コイ・ゴコロ（『Sho-Comi』2008年8号別冊付録）
- 優しい恋の始め方（『Sho-Comi』2008年17号別冊付録）
- 君に歌う僕の唄（『Sho-Comi』増刊2008年10月15日号）
- 極上王子様（『Sho-Comi』2008年21号）
- 一瞬の永遠を切りとって。（『Sho-Comi』増刊2009年4月15日号）
- 恋のしかたを教えてよ（『Sho-Comi』2009年13号）
- 生徒会室でヒミツの××（『Sho-Comi』増刊2009年6月15日号）
- 女の子は毎日戦っている（『Sho-Comi』2009年19号）
- 明日、君と恋してる（『Sho-Comi』増刊2009年8月15日号）
- 世界の終わりで君は（『Sho-Comi』増刊2009年10月15日号）
- 苦しいくらい好きなのに（『Sho-Comi』増刊2009年12月15日号）
- 苦いあたしと甘いキミ（『Sho-Comi』2010年1号）
- チョコレートが溶けるまで（『Sho-Comi』増刊2010年2月15日号）
- 彼のイイナリ（『Sho-Comi』2010年5号別冊付録[9]） - 「バレンタインデート 血液型別 男子攻略法」というテーマの作品[9]
- ただ君が好きだから（『Sho-Comi』増刊2010年6月15日号）
- ねぇ、愛を呟いて（『Sho-Comi』2010年15号） - 単行本では「純愛ツイッター」
- ココロのカケラ（『Sho-Comi』増刊2010年8月15日号）
- 愛の仁義を教えます（『Sho-Comi』増刊2010年10月15日号）
- 俺様プリンセス（『Sho-Comi』増刊2010年12月15日号）
- 君はキュートな戦国武将（『Sho-Comi』増刊2011年2月15日号）
- Loving…（『Sho-Comi』増刊2011年4月15日号）
- 最後のキス（『Sho-Comi』増刊2011年6月15日号）
- 願うはキミと永遠を（『Sho-Comi』2011年18号別冊付録）
- もう一度、キスをして（『Sho-Comi』増刊2011年10月15日号）
- 先生の指先（『Sho-Comi』増刊2011年12月15日号）
- 私を捕らえる愛の罠（『Sho-Comi』増刊2012年2月14日号）
- こっちを向いて抱きしめて（『Sho-Comi』増刊2012年4月15日号）
- 22時にはキスをして（『Sho-Comi』増刊2012年8月15日号）
- 君と私のこれから（『Sho-Comi』2012年18号別冊付録[10]） - 西野カナの「たとえ どんなに…」を題材とした作品[10]
- 恋に続く物語（『Sho-Comi』増刊2012年10月15日号）
- 恋するエキストラ（『Sho-Comi』増刊2012年12月15日号）
- 先生と17才（『Sho-Comi』増刊2013年2月14日号）
- 最後の１秒まで恋させて（『Sho-Comi』増刊2013年4月15日号）
- 嘘つき天使とあまのじゃく（『Sho-Comi』2013年8号）
- 放課後のひみつシロップ（『Sho-Comi』2013年10号別冊付録）
- 今夜、先生の腕の中 番外編（『Sho-Comi』2013年24号）
- 僕の願いがかなうなら（『Sho-Comi』2014年7号）
- あまい恋を召し上がれ（『Sho-Comi』2015年2号）
- 最初で、最後の恋。〜夏色金魚〜（『Sho-Comi』2015年12号）
- 今夜、先生の腕の中 番外編（2）（『Sho-Comi』増刊2015年8月15日号）
- 保健室のハジメテ（『Sho-Comi』2015年21号）
- プロポーズは甘くていじわる。（『Sho-Comi』2016年3号別冊付録）
- ＃オタクの恋の始め方（『Sho-Comi』2016年15号）
- お菓子な夜に恋のイタズラ（『Sho-Comi』2016年21号[11]）
- 新婚中で、溺愛で。番外編（『Sho-Comi』2017年11号）
- 新婚中で、溺愛で。特別番外編（『Sho-Comi』増刊2017年4月15日号）
- 教室でイケないキス（『＆フラワー』2018年10号）
- 不埒な蕾 特別編（『＆フラワー』2020年16号、20号、32号）
- 不埒な蕾 番外編（『＆フラワー』2022年23号）

### 描き下ろし作品
- うそつきなキス（『幼なじみじゃダメですか?』収録）
- 私を捕らえる愛の罠〜番外編〜（『私を捕らえる愛の罠』収録）
- 22時にはキスをして 番外編（『危険なキスは蜜の味』収録）

### 書籍
- 『クラッシュ☆』
- 『僕らの世界で。』
- 『セツナユキ』
- 『先生とナイショ』
- 『純愛ツイッター』
- 『私を捕らえる愛の罠』
- 『危険なキスは蜜の味』
- 『先生と17歳』
- 『今夜、先生の腕の中』（全5巻）
- 『放課後は、エプロンを着て。』
- 『幼なじみが、私の犬になりました。』
- 『新婚中で、溺愛で。』（全6巻）
- 『恋の勉強、はじめました』
- 『Sの密約』
- 『不埒な蕾』（既刊3巻）
- 『熱情ミリタリー』（全2巻）

#### オムニバス作品
- メガネ〜はずしてもいいですか?〜
- アイノコトバ
- 幼なじみじゃダメですか?
- チューしちゃった!?…トモダチと!
- せつない春〜きゅうっとなる片想い〜
- 大好きなキミとハジメテのキス
- 16歳　はつ恋〜微熱〜
- 高校生だけど結婚します
- 初体験－とろける－